# Contrapunt
Onder contrapunt wordt in de muziek verstaan de techniek waarbij twee of meer van elkaar verschillende melodieën of stemmen in hetzelfde muziekstuk gelijktijdig worden gespeeld en ondanks de verschillen toch harmonieus en in evenwicht samenklinken.  De term contrapunt stamt uit het Latijn, punctus contra punctum, noot tegen noot.
Een voorbeeld van contrapunt is de fuga, een compositievorm waarbij een thema door verschillende stemmen of melodien worden ingezet en op elkaar reageren. Denk aan de werken van Bach en van recentere datum Wagner waarin veel van het contrapunt gebruik is gemaakt. 
Contrapunt is de eerste grote schrijfwijze van de westerse muziek en verschilt met de latere harmonie in het beschouwen van de muziek:
- Harmonie bekijkt de muziek vanuit de verticale samenklank in akkoorden of akkoordprogressies.
- Contrapunt bekijkt de muziek horizontaal, in de tijd, in gelijkwaardige stemmen, waarbij het verticale aspect, de samenklank, ook belangrijk is naargelang de school.

Veel muziekstijlen maken gebruik van contrapunt, men kent onder andere modaal contrapunt, tonaal contrapunt en atonaal contrapunt. In modaal contrapunt worden de samenklanken bekeken vanuit een modaal functioneel systeem, in atonaal contrapunt daarentegen, dat men tegenkomt in werken van de Tweede Weense School en het serialisme, is samenklank ondergeschikt aan de toepassing van compositorische technieken die zowel horizontaal als verticaal worden aangewend (inversie, kreeft,...)
Chronologisch in de muziekgeschiedenis werd modaal contrapunt in modale muziek veeleer gebruikt vóór ca. 1750, met als overgangsfiguur J.S. Bach. Vervolgens van ca. 1750 tot ca. 1900 maakt men gebruik van tonale muziek, met tonaal functioneel contrapunt. In de 20ste eeuw tot nu vindt men ook atonaal contrapunt terug evenals een mixage van alle andere vormen waarbij tonaliteit niet weg te denken is.
In veruit de meeste klassieke muziekopleidingen in Vlaanderen is het tonaal functionele systeem van toepassing. Hierbij is van belang dat subdominant, dominant en tonica samenklanken elkaar opvolgen.
In een strenge academische leer, ontstaan in de 19de eeuw, worden veel regels uitgedacht en toegepast, waarbij de muzikaliteit van een contrapuntoefening veeleer ondergeschikt is aan de regels.
In de praktijk houden componisten in alle tijden, met name J.S. Bach, zich niet aan die regels en gebruiken ze bijvoorbeeld modaal en tonaal contrapunt door elkaar.
In de strenge academische leer bestaan twee soorten contrapunt: het strenge en het vrije contrapunt.

## Vijf hoofdvormen in streng contrapunt
Contrapuntiek wordt gewoonlijk in vijf progressieve vormen (Duits: Gattungen, Engels: species) verdeeld, teneinde een praktische leerweg aan studenten te bieden (de weergegeven noten zijn slechts voorbeelden). De 'regels' gaan uit van de mate van consonantie van de samenklanken. Daarbij worden octaaf, prime en kwint als consonant gezien, de terts en sext als halfconsonant, en de secunde, septiem (en kwart in tweestemmig contrapunt) als dissonant. De vuistregel is dat dissonanten nooit storend mogen zijn, en dat consonantie als hoofdzaak wordt ervaren. Mochten er dissonanten optreden (meest in doorgaande bewegingen) dan zullen deze doorgaans snel oplossen in consonanten, zodat de consonantie het in de ervaring van de luisteraar steeds wint van de dissonantie. De slotnoot van streng contrapunt is dan ook altijd een consonante samenklank. De vijf hoofdvormen zijn:

### Overgebonden halvenbeweging ofwelsyncopen-dissonanten
1 noot tegen 1 noot, maar ritmisch verschoven, de syncopenoot moet in principe consonant inzetten, de staart van de syncopenoot mag dissonant worden, als deze trapsgewijs dalend oplost in een onvolkomen consonant (terts of sext)

### Vrij contrapunt, al dan niet met tekst
(ook wel cantus floridus genoemd: gemengde notenwaarden, waarbij notenwaarden groter dan een kwart niet mogen dissoneren met waarden in een andere stem die even groot zijn; de cantus floridus heeft een golvende beweging in ritmiek en toonhoogte)

## Omkeerbaar contrapunt
Onder omkeerbaar contrapunt wordt contrapuntiek verstaan, waarin de onderste melodie ook bovenste zou kunnen zijn, zonder dat daarmee tegen de regels van consonantie wordt ingegaan. Omkeerbaar contrapunt kan op drie manieren: door middel van de transpositie van een van de stemmen met een octaaf, deciem of duodeciem.
In meer algemene zin wordt onder de term contrapunt verstaan: polyfonie, of: een tegenmelodie ('een contrapunt'). Zo kan ook worden gesproken over contrapuntische muziek, waarmee aangeduid wordt dat er verschillende melodische ontwikkelingen tegelijkertijd plaatsvinden.